# Dachovskaja
Dachovskaja (in lingua russa Даховская) è un centro abitato dell'Adighezia, situato nel Majkopskij rajon. La popolazione era di 1.355 abitanti al dicembre 2018. Ci sono 41 strade.